# بلاگردان (مجموعه تلویزیونی)
بلاگردان (به انگلیسی: The Fall Guy) یک مجموعه تلویزیونی آمریکایی در ژانر اکشن، ماجراجویی است.